# Xarxa neuronal directa

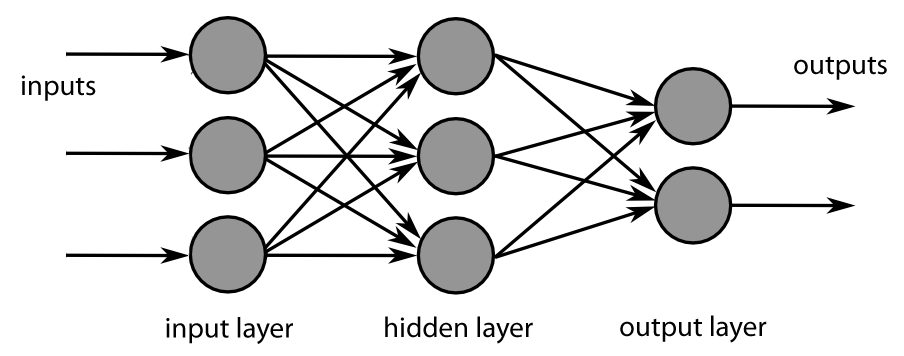
Fig.1 Exemple de xarxa neuronal directa

Una xarxa neuronal directa (acrònim anglès FNN de feedforward neuronal network), és una classe de circuit neuronal artificial on les connexions entre els estats no presenten cap cicle recurrent o de realimentació (vegeu Fig.1), contràriament a les xarxes neuronals recurrents.

## Característiques
- Les FNN són les xarxes neuronals artificials més simples.
- La informació només es mou en una direcció, des dels nodes d'entrada a través dels nodes interns o amagats i cap als nodes de sortida.
- No hi ha cicles o bucles de realimentació.